# Dieter Jerzewski
Dieter Jerzewski (* 19. Dezember 1938 in Breslau; † 15. Juli 2022 in Bremen) war ein deutscher Fußballfunktionär.

## Leben
Jerzewski war von Beruf Lehrer und bis zum Eintritt in den Ruhestand Direktor des Schulzentrums Bergiusstraße in Bremen.
Im Alter von 17 Jahren begann er, sich ehrenamtlich im Fußball zu engagieren. Er legte 1955 die Schiedsrichterprüfung ab und leitete 40 Jahre Spiele der Amateurligen in allen Altersklassen. Ab 1971 übernahm er Verbandsaufgaben. Er war unter anderem Schiedsrichterbeobachter in der Bundesliga, Kassenprüfer, Mitglied im DFB-Beirat, Mitglied im DFB-Sportgericht, Schatzmeister der Regionalliga Nord sowie Mitglied im Vorstand des DFB und der DFB-Kulturstiftung.
Von 1992 bis Mai 2010 war er Präsident des Bremer Fußball-Verbandes und von März 2006 bis Juni 2009 Präsident des Norddeutschen Fußball-Verbandes.

## Ehrungen
- Ehrenpräsident des Bremer Fußball-Verbandes
- August 2010: Ehrenmitglied des DFB
- 2011: Verdienstkreuz am Bande der Bundesrepublik Deutschland[2]
„für seine 50-jährige ehrenamtliche Tätigkeit mit einem besonderen persönlichen Engagement im Sport, insbesondere im Breitensport Fußball“